# 20세기 스튜디오
20세기 스튜디오(영어: 20th Century Studios, Inc.)은 1935년에 설립된 미국의 6대 메이저 영화사중 하나였다. 본사는 비버리 힐스의 서쪽으로 멀리 떨어진 로스엔젤레스 센츄리 시티에 있다. 2019년 3월 20일부로 월트 디즈니 픽처스에게 인수 합병되면서, 월트 디즈니의 자회사가 되었다. 인수 이전 뉴스 코퍼레이션에서 1984년부터 2013년까지 운영했다. 2020년 1월 17일, 회사 명칭이 20세기 폭스(20th Century Fox)에서 현재의 이름으로 바뀌었다.

## 역사

### 창조의 시대 (1915 ~ 1958)
1915년 2월 1일에 윌리엄 폭스가 폭스 필름을 설립했다. 1920년대에 주요 메이저 배급사로 이름을 떨치면서 최초의 영화 뉴스도 제작했지만 대공황의 여파로 폭스 필름은 20세기 픽처스에 합병되었다.

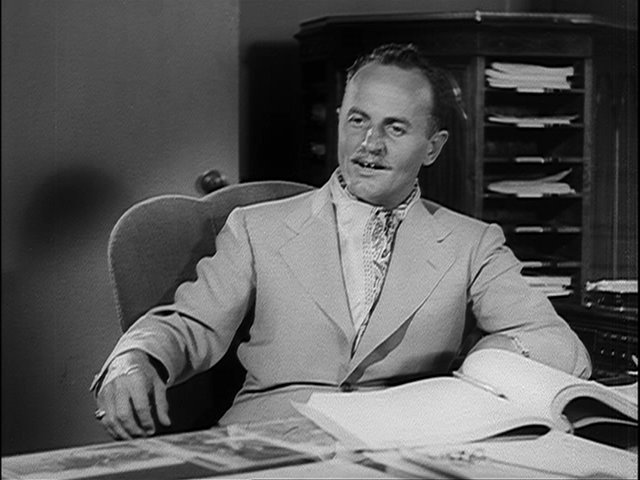
20세기 픽처스 설립자 데릴 F.자누크

20세기 픽처스는 20세기 폭스가 설립되기 2년 전인 1933년에 버스터 키튼의 후원자로 알려진 저명한 제작자 조지프 M. 솅크와 역시 저명한 제작자였던 대릴 F. 재넉, 폭스 필름의 윌리엄 고즈 등이 설립한 독립 회사였다. 20세기 픽처스는 미래의 가능성이 있는 영화사로 2년 동안 커졌다가 폭스 필름을 합병시키면서, 1935년 5월 31일에 20세기 폭스가 탄생하였다. 최근까지 잘 나가던 폭스 필름과 가능성이 있어보이는 20세기 픽처스의 만남은 폭스 역사의 미래가 푸르다는 것을 보여주었다. 창립된 후 얼마 지나지 않아서 20세기 폭스는 할리우드 8대 빅 영화사로 불리게 된다. 그 중에서도 메이저에 끼게 된 20세기 폭스는 계속적으로 나가기 시작한다.

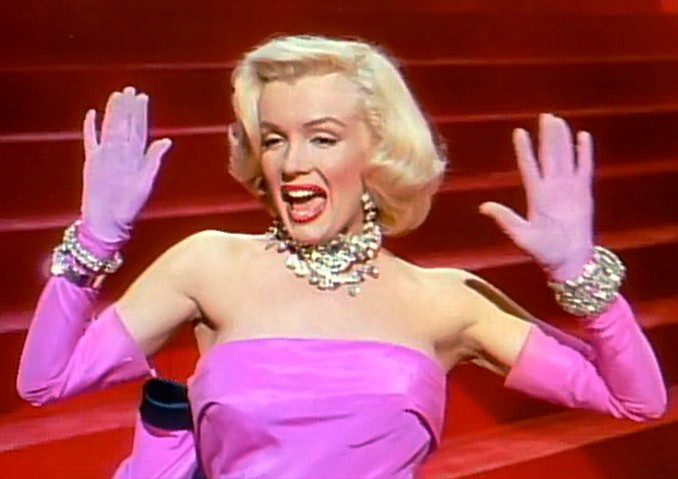
마릴린 먼로

1950년 12월 20세기 폭스는 최고의 배우였던 마릴린 먼로의 전속회사로 이름을 떨치기 시작한다. 이 당시에 마릴린 먼로가 나온 영화로는 <신사는 금발을 좋아해> 등 먼로 가 나온 다양한 영화 제작/배급 맡게되는데 먼로가 나온 영화가 많은 사랑을 받으면서 그녀가 유명해지는 기틀을 다졌다.
그러나 텔레비전이 영화 산업의 강력한 라이벌이 되면서 영화계는 급격히 내려가고 있었다. 20세기 폭스는 이 상황에서 텔레비전에 대항하기 위하여 각종 새로운 기술을 동원한 《성의》를 1953년에 개봉시키기위해 시네마스코프라는 것을 발명하였다. 시네마스코프는 화면을 압축하여 촬영하고, 영사할 때는 이와 반대로 확대해서 비율을 만들어 내는 기법이다. 당시에는 <성의>의 개봉으로 저마다 시네마스코프 영화를 개발하려고 앞섰다. 하지만 현재까지 시네마스코프는 거의 쓰이지 않는다.

### 영화 제작과 재정적인 문제의 가속화 (1959 ~ 1983)
또한 초창기 폭스의 중심축으로서 헐리우드의 영화산업과 폭스를 최고의 반열로 이끈 윌리엄 폭스와 부디 발러가 사망하면서 창립자였던 대릴 F. 재넉이 다시 20세기 폭스로 돌아온다.
20세기 폭스는 재넉에게 많은 기대를 하였고, 재넉은 폭스의 믿음 아래 1965년, 《사운드 오브 뮤직》을 지휘하게 되는데 그 결과, 개봉과 동시에 선풍적인 인기를 끌어 흥행에 성공하였고 같은해, 아카데미상의 최우수 작품상을 수상했다.

《스타 워즈》 로고

1977년, 조지 루커스가 만든 《스타 워즈》가 엄청난 인기를 끌면서 블록버스터 영화의 시대를 열기 시작했고, 1979년, 공포영화에 SF를 주입시킨 《에이리언》도 평론가, 관객들의 호평과 함께 흥행에 성공 SF 공포영화 시대를 주도시켰다.

### 데이비스 & 머독 시대 (1984 ~ 현재)

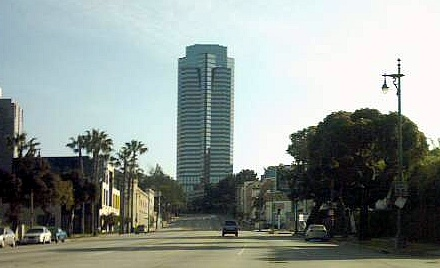
폭스 플라자

그럼에도 불구하고 1980년대까지 재정적 위기를 겪은 20세기 폭스는 1981년, 투자 전문가 마크 리치와 마빈 다빈스를 영입함과 동시에, 루퍼트 머독이 이끄는 뉴스 코퍼레이션에 인수돼 지분 25%를 소유하게 된다. 그리고, 사업성과 수익성을 기반으로 Pebble Beach Golf Links, Aspen Skiing Company, 폭스 플라자를 소유하게 된다. 그리고, 1984년, 뉴스 코퍼레이션의 지분 50%를 확대함과 동시에, 1년 뒤, 미국의 첫번째 미디어그룹인 폭스 엔터테인먼트 그룹을 출범시키고, 1986년에, 6개의 지역 방송사와 손잡고 미국의 최대 방송사인 폭스 방송을 개국시킨다.
1990년, 매콜리 컬킨이 주연을 맡은 코미디 영화 《나 홀로 집에》를 배급했는데, 나 홀로 집에 성공 이후 가위손, 사랑을 위하여, 폭풍 속으로, 못말리는 람보, 무단 침입, 미세스 다웃파이어, 스피드, 로미오와 줄리엣, 볼케이노등 여러 성공작들을 꾸준히 내놓은 결과 수많은 흥행 작품들을 세계시장에 당당히 내놓게 된다.
1994년, 소규모 영화를 제작/배급하는 독립/예술 전용 영화사인 폭스 서치라이트 픽처스를 설립했다.
1997년, 세계 최고 애니메이션 제작사인 디즈니에 대항하기 위해 20세기 폭스가 자체적으로 애니메이션 사업부서인 폭스 애니메이션 스튜디오를 설립해, 맥 라이언, 존 쿠삭 주연의 뮤지컬 애니메이션, 아나스타샤 (영화)를 시작으로 2D 애니메이션 제작을 시작했다.
그리고, SF 블록버스터의 거장 제임스 캐머런 감독이 메가폰을 잡고 리어나도 디캐프리오, 케이트 윈슬렛이 주연을 맡았던 《타이타닉》을 만들어서 미국전역에 개봉했는데 (북미는 파라마운트 픽쳐스가 전 세계는 20세기 폭스가 배급을 맡았다.) 그 결과, 엄청난 성공을 거둠과 동시에 아카데미상 최다상을 휩쓸게 된다. (총 11개: 작품상, 감독상, 촬영, 미술, 의상, 음향, 음악, 편집, 시각효과, 음향효과, 주제가상 수상)
1999년, 미국의 영화 & TV 제작회사인 리젠시 엔터프라이즈와 파트너십을 체결했으며, 2000년, 메트로 골드윈 메이어, 유나이티드 아티스츠의 국제배급사로 선정돼 소니 픽처스 엔터테인먼트가 인수할때까지 4년간 필름을 통한 전 세계 배급망과 북미 비디오 배급망을 다시 확보하는데 성공했다.
그러나, 2000년, 1억달러의 제작비로 야심차게 만들었던 SF 애니메이션 《타이탄 A.E》가 흥행에 대거 참패하면서 폭스는 자체 애니메이션 사업부를 철수했다. 그럼에도 불구하고 폭스는 애니메이션에 대한 열망을 끊지 못했고 애니메이션 제작에 함께한 새 파트너를 물색한 결과 2001년, 폭스와 협력관계를 맺고있던 컴퓨터 그래픽 제작 업체인 블루 스카이 스튜디오와 만나 3D 컴퓨터 그래픽 애니메이션을 만들게 되는데 그 첫 영화가 아이스 에이지이다. 이 영화의 성공으로 흥행 수입 3억 달러를 돌파하면서 컴퓨터 그래픽 기반의 3D 애니메이션을 계속해서 만들게 된다.
2006년, 헐리우드 투자 배급사인 듄 엔터테인먼트와 전략적 제휴를 체결했다.
2008년, 뉴스 코퍼레이션이 소유하고 있으면서 아시아 전역에 송출되고 있는 위성방송인 스타 TV의 공동 운영 협약을 체결함과 동시에 Fox STAR Studios를 설립해 아시아 영화 시장 진출을 선언했다.

《아바타》

2009년 제임스 캐머런 감독이 만든 또 다른 대작인 《아바타》가 3D 영화의 활성화에도 크게 기여함과 동시에 엄청난 흥행 기록 갱신하면서 2010년 1월 25일, 《타이타닉》을 가뿐하게 넘어 세계에서 가장 흥행한 영화 1위가 되었다.
2010년, 20세기 폭스는 창립 75주년을 맞이했다. 이를 기념해 로고를 일부 수정하고 75주년 기념 포스터를 내놓았는데, 포스터에 실린 주요 영화로는 《지구 최후의 날》, 《신사는 금발을 좋아해》, 《사운드 오브 뮤직》, 《스타워즈》, 《에이리언》, 《라스트 모히칸》, 《인디펜던스 데이》, 《아이스 에이지》, 《엑스맨 2》 등이 있다.
2012년 8월 바이어컴의 계열사이자 파라마운트 픽쳐스를 통해서 배급하던 드림웍스 애니메이션의 북미, 전 세계를 통한 5년동안의 배급권을 획득했다. (단, 한국 제외: CJ엔터테인먼트가 계속 수입/배급), 같은해 11월 또다른 헐리우드 투자 & 배급사인 TSG 엔터테인먼트와의 파트너쉽을 맺었다.
2012년말 경, 언론 재벌 루퍼트 머독이 뉴스 코퍼레이션을 신문.출판, 미디어 분야의 계열사를 2개의 기업으로 나눠서 분할하기로 결정한다. 그리하여, 2013년 7월 1일, 언론.출판 부문은 뉴스 코프로, 폭스 엔터테인먼트 그룹이 소속되어있는 미디어 부문은 21세기 폭스를 통해 분리 운영하게 된다. 이십세기폭스필름도 21세기 폭스로 소유주가 바뀌면서 영화.방송 부문의 역량을 집중하게 된다.
또한 2017년 12월 14일, 세계 최대 콘텐츠 겸 애니메이션 기업인 월트 디즈니 컴퍼니가 21세기 폭스를 인수, 합병하게 되면서 이십세기폭스필름가 월트디즈니 산하 영화사로 편입되었다.
1990년대후반부터 중.하위권의 영화사로 분류되었다가 2014년 월트 디즈니 컴퍼니를 제치고 1위에 등극했다.

#### 연표
- 1915년 2월 1일: 폭스 필름 설립
- 1929년: 《폭스 무비톤 뉴스》 상영 (최초의 영화 뉴스)
- 1933년: 20세기 픽처스 설립
- 1935년 5월 31일: 20세기 픽처스, 폭스 필름 인수. 20세기 폭스 설립
- 1949년: 20세기 폭스의 TV 프로그램 제작부문 20세기 폭스 텔레비전 설립
- 1952년 5월 8일: 설립자 윌리엄 폭스 사망
- 1953년: 시네마스코프로 제작된 영화 《성의》 개봉. 마릴린 먼로의 《신사는 금발을 좋아해》 개봉.
- 1956년: 시네마스코프 55로 제작된 영화 《왕과 나》 개봉
- 1965년: 대릴 F. 재넉의 지휘아래 《사운드 오브 뮤직》 개봉
- 1977년: 조지 루카스 감독의 《스타 워즈》 개봉
- 1979년: 설립자 대릴 F. 재넉 사망, 세계 최초의 SF형 공포영화 에이리언 개봉
- 1981년: 호주 출신의 미디어 황제, 루퍼트 머독에게 인수되어 뉴스 코퍼레이션의 계열사가 됨.
- 1985년: 미국 첫 번째 미디어그룹 폭스 엔터테인먼트 그룹의 출범.
- 1987년: 컴퓨터 그래픽 담당 업체인 블루 스카이 스튜디오 설립.
- 1994년: 폭스 서치라이트 픽처스 창립.
- 1997년: 20세기 폭스 애니메이션 사업부인 20세기 폭스 애니메이션과 제작 스튜디오인 폭스 애니메이션 스튜디오 설립.
- 1998년: 파라마운트 픽처스와 공동 배급한 영화 《타이타닉》 개봉.
- 1999년: 미국의 TV,영화 제작회사 리젠시 엔터프라이즈와의 계약 체결.
- 2000년: 메트로 골드윈 메이어 4년동안 월드 와이드 배급 계약 체결.
- 2002년: 블루 스카이 스튜디오가 제작한 컴퓨터 그래픽 기반의 3D 애니메이션 배급을 시작.
- 2006년: 헐리우드 투자 & 제작사 듄 엔터테인먼트 계약체결.
- 2009년: 대한민국의 영화 흥행 실적 2위를 기록한 영화 《아바타》 개봉
- 2012년: 헐리우드 투자 & 제작사 TSG 엔터테인먼트 계약체결, 드림웍스 애니메이션 전세계 배급권 획득, 20세기 폭스 코리아 한국영화 제작 사업 진출.
- 2013년: 언론.출판 부문은 뉴스 코프, 영화,방송 부문은 21세기 폭스로 분할.
- 2017년: 월트 디즈니 컴퍼니가 21세기 폭스를 인수, 합병하여 월트 디즈니 산하 영화사가 됨.
- 2021년: 블루 스카이 스튜디오가 20세기 스튜디오로 흡수 합병 됨.

## 로고
20세기 폭스의 로고는 서치라이트와 음악으로 유명하다. 로고는 풍경화가 에밀 코사 주니어가 디자인을 한 것인데 20세기 폭스의 전회사인 20세기 픽처스의 로고를 이용한 것이다. 20세기 픽처스의 로고는 현재 로고와 거의 비슷한데 다만 폭스가 있을 자리에 픽처스가 들어간 것이다. 따라서 픽처스를 대신하여 폭스를 넣어 오늘날에 이른 것이다. 한편 음악은 당시의 음악가인 앨프리드 뉴먼이 작곡하였다. 초창기에는 뉴먼이 직접 극장에 나가서 오케스트라를 지휘하였다고 한다. 현재 이 음악은 폭스 팡파레라고 부른다.
다음은 20세기 폭스 로고의 변화에 대한 내용이다.
- 20세기 픽처스가 쓰는 로고는 흑백에 폭스가 들어갈 자리에 픽처스가 들어간 것만 달랐다.[8]
- 초창기 20세기 폭스는 폭스 팡파르가 짧게 나왔다. 아예 팡파르가 나오지 않는 영화도 있었다. 대표적인 영화로는 《사운드 오브 뮤직》 등이 있다.
- 처음의 로고는 흑백이었다.[9]
- 1953년부터 1977년까지 쓰인 로고는 서체가 지금의 로고와는 다르게 쓰였다. 특히 0자는 무척 다르게 나왔다. 또한 배경도 지금과는 다르게 어두웠다.
- 시네마스코프 영화에서의 로고는 20세기 폭스가 나온 다음에 20세기 폭스 제공 시네마스코프라든가 시네마스코프 픽처스 제공 시네마스코프 55가 나왔다.[10]
- 1977년부터 1994년까지는 다른 로고를 썼다. 전체적인 느낌은 전에 쓰인 것과 달라졌으나 배경이 지금과 다르게 하늘색이 되었다.[11]
- 1994년부터 2008년까지는 현재 우리에게도 익숙한 로고가 쓰였다. 대부분의 로고는 폭스 팡파레가 전부 나왔고 여러 영화들은 로고를 변형하기도 하였다.
- 2009년 영화 아바타부터 새 로고가 쓰이고 있는데 이것은 기존 로고와 거의 비슷하지만 주황색 배경에 분홍색 배경이 들어갔고 화질도 더 선명해졌다.
- 조지 루커스가 감독한 초기의 영화에는 대부분 이십세기 폭스필름 다음에 루카스 필름이 나왔다. 대부분은 폭스 팡파르가 나왔지만 어떤 영화들은 아예 나오지 않았다.[12]
- 2004년에 개봉된 투모로우에는 로고가 점점 어두워지면서 폭풍우가 치는 모습으로 나왔다.
- 2007년에 개봉된 심슨 가족 더 무비 (뉴스 코퍼레이션의 또다른 계열사인 폭스 방송의 인기 애니메이션인 심슨 가족의 극장판)에서는 등장 인물 중의 하나인 랄프가 폭스 팡파레를 부르는 장면이 나왔다.
- 2010년 창립 75주년을 맞이한 20세기 폭스는 로고 위로 75라는 숫자가 나오도록 편집을 하였다.
- 2020년 1월 17일 20세기 스튜디오로 명칭이 바뀐 후부터는 로고의 'FOX' 부분을 'STUDIOS'로 바꾸었다.

## 같이 보기
- 20세기 애니메이션
- 서치라이트 픽처스
- 폭스 스타 스튜디오
- 20세기 텔레비전